# Assemblée nationale (Lesotho)
Pour les autres articles nationaux ou selon les autres juridictions, voir Assemblée nationale.
11e législature
Siège du Parlement
L'Assemblée nationale (en sotho du Sud : Lekhotleng la Sechaba ; en anglais : National Assembly) est la chambre basse du Parlement du Lesotho. Elle est composée de 120 sièges élus selon un mode de scrutin mixte pour un mandat de cinq ans.

## Système électoral
L'Assemblée nationale est composée de 120 sièges pourvus pour un mandat de cinq ans au suffrage direct.
Le mode de scrutin, mixte, s'apparente au système électoral allemand, bien que les électeurs n'aient qu'un seul vote pour exprimer leur choix.
Sur les 120 sièges, 80 sont pourvus au scrutin uninominal majoritaire à un tour dans autant de circonscriptions électorales uninominales. L'ensemble des votes pour chacun des partis est ensuite regroupé au niveau national, nonobstant ceux des indépendants, et les quarante sièges restants répartis entre eux de manière à rapprocher la composition de l'assemblée à celles des résultats en part des voix,.

## Liste des présidents
| Nom                                          | Début                                        | Fin                                          | Ref.   |
| -------------------------------------------- | -------------------------------------------- | -------------------------------------------- | ------ |
| Walter P. Stanford                           | 1965                                         | 1970                                         | ,      |
| Assemblée suspendue de 1970 à 1973           | Assemblée suspendue de 1970 à 1973           | Assemblée suspendue de 1970 à 1973           | [ 7 ]  |
| John Teboho Kolane                           | 1973                                         | 20 janvier 1986                              | ,      |
| Assemblée dissoute du 20 janvier 1986 à 1990 | Assemblée dissoute du 20 janvier 1986 à 1990 | Assemblée dissoute du 20 janvier 1986 à 1990 | [ 10 ] |
| John Teboho Kolane                           | 1990                                         | 1992                                         | [ 8 ]  |
| John Teboho Kolane                           | 1993                                         | 1999†                                        | [ 8 ]  |
| Ntlhoi Motsamai                              | 1999                                         | 2012                                         | [ 11 ] |
| Sephiri Motanyane                            | 6 juin 2012                                  | 2015                                         | ,      |
| Ntlhoi Motsamai                              | 10 mars 2015                                 | 12 juin 2017                                 | [ 14 ] |
| Sephiri Motanyane                            | 12 juin 2017                                 | 25 octobre 2022                              | [ 15 ] |
| Tlohang Sekhamane                            | 25 octobre 2022                              | en cours                                     | [ 16 ] |